# Tir na nOg
Tir na nOg (Tír na nÓg, irsky „Země věčného mládí“) je označení Onoho světa v irské mytologii. Tir na nOg je popisován jako idealizovaný zrcadlový obraz pozemského světa, plný věčných hostin, magie, hudby a kouzel. Neplatí tu pozemský čas - pokud Tir na nOg navštíví živý člověk, zůstává mladý, zatímco v jeho světě ubíhají století. Jakmile se ale vrátí do svého světa, pozemský věk jej dožene a on zemře (rozpadne se v prach).

## Umístění Onoho světa
Umístění tohoto nadpřirozeného světa bylo v irské tradici různé: mohl se nacházet za mořem na západních ostrovech, kam se dalo doplout lodí, ale také pod vodní hladinou (jeden vstup do Onoho světa vedl přes jezero Cruachan) nebo v podzemí, kam se dalo projít jeskyní. Za vchody do onoho světa byly považovány i pahorky zvané Sídhe, ve kterých podle pověstí sídlili Tuatha Dé Danann, mytický národ, který měl obývat Irsko před lidmi.

## Onen svět a Samhain
Věřilo se, že o svátku Samhain (1. listopadu) jsou hranice mezi tímto a Oním světem světem nejtenčí, duchové vycházejí z podsvětí a bloudí po zemi nebo přicházejí navštívit své žijící příbuzné. Proto bývalo zvykem například dávat za okno zapálenou svíci, aby jim osvětlila jejich cestu, nebo na ně pamatovat s večeří. Stejně tak se věřilo, že v tuto dobu může živý navštívit podsvětí. Tradice Samhainu přežila do současnosti v podobě Halloweenu nebo Dušiček.